# 砂原格
砂原 格（すなはら かく、1902年（明治35年）4月3日 - 1972年（昭和47年）5月8日）は、日本の実業家、政治家。位階は従三位、勲等は勲二等。
衆議院議員（6期）。砂原組社長、会長。広島建材取締役。広島商工会議所副会頭。広島復興協会理事長。

## 来歴
広島県高田郡白木町（現在の広島市安佐北区）の農家に生まれる。高等小学校を卒業後一たん農業に従事したが、独立独行の志がかたかった砂原は広島市に出て、幾多の辛酸をなめつつ未来への模索を続けた。22歳にして土木建築事業を興す。1924年、大和商事（砂原組前身）を設立。事業家としての第一歩を踏み出す。
その後事業は次第に拡大され、やがて砂原組をはじめ各種の分野で幅広く活躍する。その間、広島商工会議所副会頭にもあげられ、地方産業界の指導的役割りを果たす。
広島市の八丁堀に住んでいた1945年8月6日に被爆したが一命をとりとめた。広島市議会議員、広島県議会議員を経て衆議院議員に当選。広島県第1区では、3つ上の灘尾弘吉と激戦を繰り広げたが、灘尾の後塵を拝することが多かった。6回当選した。
自由党、日本民主党を経て自民党で副幹事長を務めた。また、厚生政務次官、通産政務次官と政務次官を2回務めた。
衆議院では、運輸、逓信の各委員長を歴任した。衆議院議員在職中、現職のまま死亡（病死）した。70歳没。翌9日、特旨を以て位記を追賜され、死没日付で従三位に叙され勲二等旭日重光章を追贈された。

## 人物
砂原組の創業者である。1945年8月6日の原子爆弾投下による被爆者の一人であり、焦土となった広島の復興に尽力した政治家の一人である。
地元広島では、高小卒で衆議院議員になった立志伝中の人物として知られた。1974年5月、京口門公園に銅像が建った。銅像の題字は福田赳夫が揮毫した。胸像建設委員会の代表は森本亨が務めた。被爆者への思いは強く、広島東照宮の参道に原爆慰霊碑を建てたこともある。
1972年5月23日に衆議院本会議場で行われた大原亨（日本社会党、同じ広島県第1区での好敵手）の追悼演説は、砂原の歩み、人柄、思い出をふんだんに織り込んだ名演説で、支持者をはじめとした人々の涙を誘った。砂原を慕う人々によって「砂原格追想録」が出版された。
宗教は真宗。趣味は謡曲、釣り。

## 家族・親族
砂原家
- 妻[2]
- 長男・克行[2]（広島県議会議員） - 1997年に死亡。
- 二男[2]
- 三男[2]
- 孫・克規（広島県議会議員） - 1953年9月8日生まれ[8]。1977年3月に明治大学経営学部卒業、4月に髙島屋に入社[8]。1987年3月、砂原組に入社[8]。1997年、広島県議会議員補欠選挙に初当選[8]。1999年、広島県議会議員選挙に当選[8]。2019年7月の参院選広島選挙区を巡る大規模買収事件で、河井克行元法相から現金50万円を受け取ったと認め、2022年3月に県議を辞職[9]。罰金25万円、追徴金50万円の略式命令が出された[10]。克規の長男は広島県議会議員の砂原崇弘[9]。